# Williams Peralta
Williams Omar Peralta Saracho es un futbolista uruguayo, nacido el 12 de noviembre de 1987.
Es considerado por muchos periodistas de Argentina, como uno de los delanteros más agresivos del ascenso, aunque también suele hacer una gran tarea como volante creativo.

## Estadísticas
| Club         | País      | Año         | Part. | Goles | Prom. |
| ------------ | --------- | ----------- | ----- | ----- | ----- |
| Danubio      | Uruguay   | 2006 - 2008 | 4     | 0     | 0,00  |
| Cerro Largo  | Uruguay   | 2008 - 2009 | 15    | 3     | 0,20  |
| Bella Vista  | Uruguay   | 2010        | 8     | 4     | 0,50  |
| Boston River | Uruguay   | 2010 - 2012 | 40    | 17    | 0,42  |
| Juventud     | Argentina | 2012 - 2016 | 93    | 18    | 0,19  |
| Mitre        | Argentina | 2016 - 2018 | 34    | 15    | 0,44  |
| Total        |           | 2006 - 2018 | 194   | 57    | 0,29  |

## Palmarés
| Título              | Club    | País    | Año  |
| ------------------- | ------- | ------- | ---- |
| Torneo Apertura     | Danubio | Uruguay | 2006 |
| Torneo Clausura     | Danubio | Uruguay | 2007 |
| Campeonato Uruguayo | Danubio | Uruguay | 2007 |